# John Gray (terapeuta)
John Gray (ur. 28 grudnia 1951) – amerykański terapeuta rodzinny, wykładowca oraz pisarz. Posiadacz korespondencyjnego, nieakredytowanego doktoratu Columbia Pacific University. Autor poradników, z których najbardziej znany jest opublikowany w 1992 roku poradnik Mężczyźni są z Marsa, kobiety z Wenus. Jego książki zostały zakupione przez miliony ludzi na całym świecie.

## Wybrane publikacje
- Mężczyźni są z Marsa, kobiety z Wenus: Jak dochodzić do porozumienia i uzyskiwać to, czego się pragnie (1992)
- Dlaczego Mars zderza się z Wenus (2008)
- Dzieci są z nieba: Jak wychowywać dzieci, aby wyrosły na pewnych siebie, a jednocześnie współpracujących i współczujących
- Gorąca Wenus, zimny Mars: Znaczenie równowagi hormonalnej dla miłości, poziomu energii i jakości życia
- Jak mieć to, czego się pragnie, i pragnąć tego, co się ma
- Kobiety są z Wenus: Spróbuj zrozumieć kobietę
- Marsjanie i Wenusjanki na randce
- Marsjanie i Wenusjanki rozpoczynają życie od nowa
- Marsjanie i Wenusjanki w miejscu pracy
- Marsjanie i Wenusjanki w sypialni: Jak zachować romantyzm i namiętność w intymnym związku
- Marsjanie i Wenusjanki w życiu codziennym: Dziewięć reguł zapewnienia sobie trwałej miłości, spektakularnego sukcesu oraz tryskającego zdrowia w XXI wieku
- Marsjanie i Wenusjanki zawsze razem
- Marsjanie i Wenusjanki: 365 sposobów na ożywienie miłości
- Marsjanie i Wenusjanki: Tajemnica udanego związku
- Mężczyźni są z Marsa: Spróbuj zrozumieć mężczyznę
- Naucz się rozumieć płeć przeciwną
- Prawdziwi Marsjanie i prawdziwe Wenusjanki
- Zakochani Marsjanie i Wenusjanki: Serdeczne i zachęcające zwierzenia szczęśliwych par